# Je lis dans tes yeux
Pour les articles homonymes, voir Te lo leggo negli occhi.
Pour plus de détails, voir Fiche technique et Distribution.
Je lis dans tes yeux (Te lo leggo negli occhi) est un film dramatique franco-italien réalisé par Valia Santella et sorti en 2004.

## Synopsis
Dans son domicile de la ville de Naples, Margherita, une chanteuse qui a toujours été distraite par son mari et sa fille Chiara, traverse une profonde crise existentielle à l'approche de la soixantaine. La vie n'est pas facile pour Chiara non plus, étant donné sa relation conflictuelle avec Lucia, la fille d'un petit ami qui attend maintenant un autre enfant avec une nouvelle petite amie. Quand Lucia est avec sa grand-mère, elle peut apprécier le goût de la liberté et Margherita a avec sa petite-fille la même relation qu'elle n'a pas pu avoir avec Chiara.

## Fiche technique
Sauf indication contraire, les informations mentionnées dans cette section peuvent être confirmées par la base de données cinématographiques IMDb,  présente dans la section « Liens externes ».
- Titre français : Je lis dans tes yeux[1]
- Titre original italien : Te lo leggo negli occhi[2]
- Réalisation : Valia Santella
- Scénario : Linda Ferri, Valia Santella, Heidrun Schleef (it)
- Photographie : Tommaso Borgstrom
- Montage : Clelio Benevento
- Musique : Paolo Fresu
- Décors : Eugenia F. Napoli
- Costumes : Maria Rita Barbera
- Production : Nanni Moretti, Angelo Barbagallo
- Société de production : Sacher Film, Rai Cinema, Bac Films
- Pays de production :  Italie -  France
- Langue de tournage : italien
- Format : couleur - 35 mm
- Durée : 82 minutes (1 h 22)
- Genre : drame
- Dates de sortie :
  - Italie : 3 septembre 2004 (Mostra de Venise 2004)
  - France : 17 juin 2005 (festival du film de Cabourg) ; 27 juillet 2005 (sortie nationale)

## Distribution
- Camilla Di Nicola : Lucia
- Walter Di Nicola : Walter
- Stefania Sandrelli : Margherita
- Teresa Saponangelo : Chiara
- Luigi Maria Burruano : Carlo
- Ernesto Mahieux : Mico
- Mariano Rigillo (it) : Longone
- Catherine Spaak : La présentatrice à la télévision
- Stefano Abbati (it) : Sandro
- Silvia Cohen : Claudia
- Sergio Albelli (it) : Alberto
- Betti Pedrazzi : Teresa
- Cloris Brosca (it) : Marinella
- Tonino Taiuti : Palumbo